# Terebellum

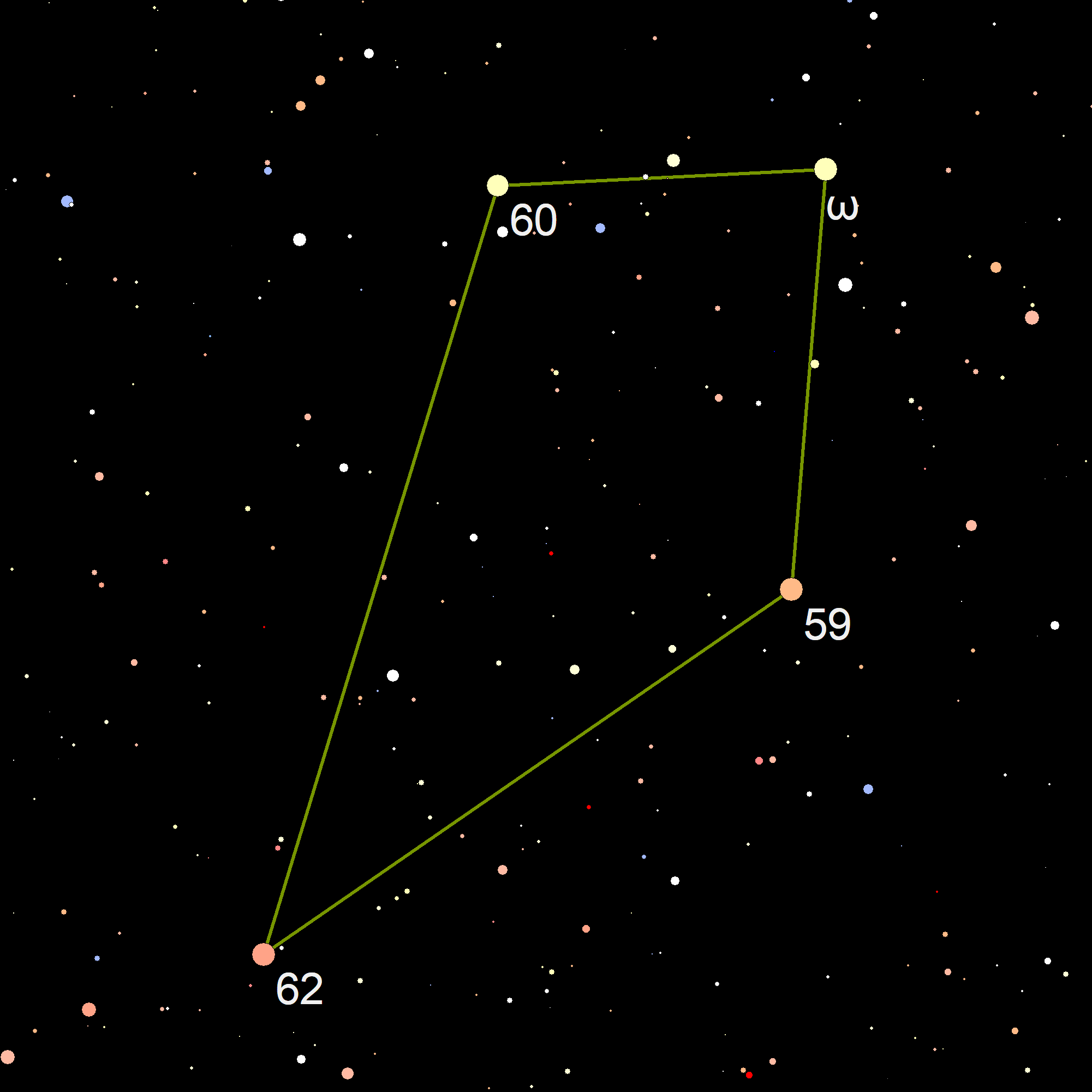
Carte de l'astérisme de Terebellum avec ses quatre étoiles.

Terebellum est un astérisme décrit à l'origine par l'astronome grec Claude Ptolémée et formé d'un quadrilatère d'étoiles qui sont situées dans la partie orientale de la constellation zodiacale du Sagittaire :
- ω Sagittarii ;
- 60 Sagittarii ou A Sagittarii ;
- 59 Sagittarii ou b1 Sagittarii ;
- 62 Sagittarii ou c Sagittarii.

L'Union astronomique internationale, dans le cadre de son groupe de travail sur les noms d'étoiles, a formellement approuvé le nom de Terebellum pour désigner Omega Sagittarii le 5 septembre 2017.
L'astronomie chinoise a un astérisme constitué des mêmes étoiles, nommé 狗國 (Gǒu Guó), ce qui signifie Territoire du Chien.